# Велика Гориця
Ве́лика Го́риця (хорв. Velika Gorica) — місто в північно-західній Хорватії, найбільше за населенням місто Загребської жупанії.
Велика Гориця — центр історичної області Туропілля (хорв. Turopolje).

## Населення
Населення громади за даними перепису 2011 року становило 63 517 осіб, 12 з яких назвали рідною українську мову. Населення самого міста становило 31 553 осіб.
Динаміка чисельності населення громади:
Динаміка чисельності населення міста:

## Населені пункти
Крім міста Велика Гориця, до громади також входять:
- Бапча
- Буковчак
- Бушевець
- Церовський Врх
- Цветкович-Брдо
- Чрнковець
- Доня Ломниця
- Донє Поточє
- Дренє-Щитар'євсько
- Дубранець
- Горня Ломниця
- Горнє Поточє
- Градичі
- Гудці
- Густелниця
- Ягодно
- Єребич
- Ключич-Брдо
- Кобилич
- Козяча
- Куче
- Лази-Туропольські
- Лазина-Чичка
- Лекнено
- Лукавець
- Мала Буна
- Мала Косниця
- Маркушевець-Туропольський
- Мичевець
- Мрацлин
- Новаки-Щитар'євські
- Ново Чиче
- Обрезина
- Огулинець
- Окує
- Петина
- Петравець
- Петровина-Туропольська
- Поляна-Чицька
- Првоножина
- Ракитовець
- Рибниця
- Саси
- Селниця-Щитар'євська
- Соп-Букевський
- Старо Чиче
- Стрмець-Букевський
- Щитар'єво
- Шиляковина
- Трнє
- Турополє
- Велика Буна
- Велика Косниця
- Велика Млака
- Вукомерич
- Вуковина
- Заблатє-Посавсько

## Клімат
Середня річна температура становить 10,76 °C, середня максимальна — 25,35 °C, а середня мінімальна — -6,23 °C. Середня річна кількість опадів — 881 мм.
| Клімат міста                                  | Клімат міста | Клімат міста | Клімат міста | Клімат міста | Клімат міста | Клімат міста | Клімат міста | Клімат міста | Клімат міста | Клімат міста | Клімат міста | Клімат міста | Клімат міста |
| Показник                                      | Січ.         | Лют.         | Бер.         | Квіт.        | Трав.        | Черв.        | Лип.         | Серп.        | Вер.         | Жовт.        | Лист.        | Груд.        |              |
| Середній максимум, °C                         | 6,14         | 8,22         | 12,80        | 17,35        | 22,35        | 25,35        | 24,77        | 24,02        | 20,05        | 14,75        | 8,91         | 5,00         |              |
| Середня температура, °C                       | −0,04        | 2,03         | 6,60         | 11,16        | 16,16        | 19,16        | 20,86        | 20,10        | 16,14        | 10,84        | 5,00         | 1,10         |              |
| Середній мінімум, °C                          | −6,23        | −4,15        | 0,40         | 4,97         | 9,97         | 12,98        | 16,96        | 16,21        | 12,23        | 6,92         | 1,08         | −2,82        |              |
| Норма опадів, мм                              | 52           | 49           | 58           | 68           | 76           | 92           | 79           | 88           | 84           | 85           | 87           | 63           |              |
| Середньомісячна швидкість вітру, м/с          | 1.70         | 1.90         | 2.30         | 2.20         | 2.00         | 1.90         | 1.80         | 1.69         | 1.60         | 1.70         | 1.77         | 1.73         |              |
| Середньомісячна сонячна радіація, кДж/м²·день | 4148         | 6853         | 10525        | 14945        | 19120        | 21050        | 21996        | 19269        | 14130        | 8699         | 4566         | 3361         |              |
| --------------------------------------------- | ------------ | ------------ | ------------ | ------------ | ------------ | ------------ | ------------ | ------------ | ------------ | ------------ | ------------ | ------------ | ------------ |
| Джерело:                                      |              |              |              |              |              |              |              |              |              |              |              |              |              |